# 유럽 평의회

유럽 평의회의 로고

유럽 평의회를 상징하는 기인 유럽기

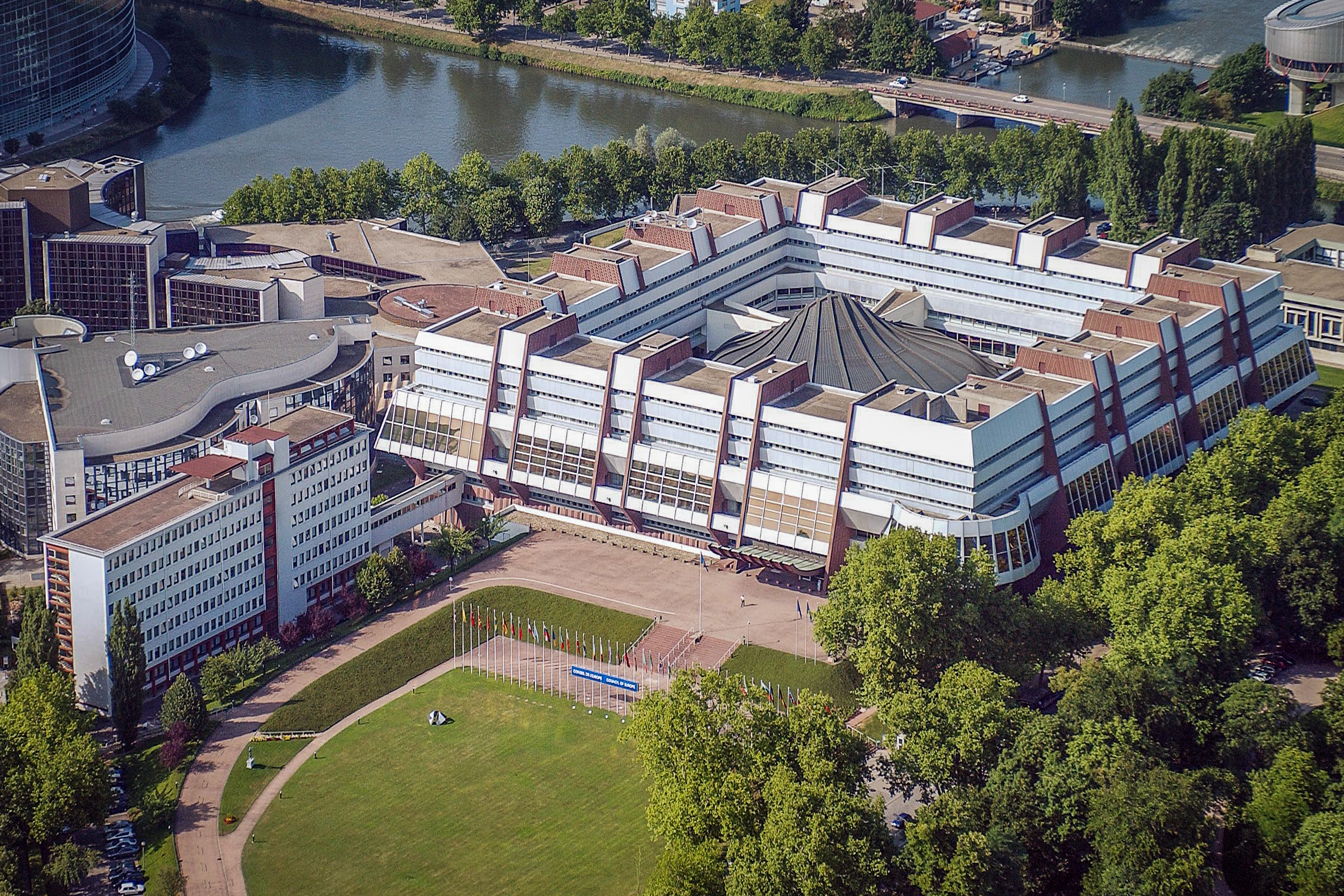
프랑스 스트라스부르에 위치한 유럽궁. 1977년부터 현재까지 유럽 평의회 본부로 사용되고 있다.

유럽 평의회(영어: Council of Europe 카운실 오브 유럽[*], 프랑스어: Conseil de l'Europe 콩세이 드 뢰로프[*]) 약칭 CoE는 1949년에 설립된 유럽의 국제 기구이다.
유럽의 경제·사회적 발전을 촉진하기 위해 가맹국의 긴밀한 협조에 의한 공동의 이상과 원칙을 지지하고 있으며 국방(군사) 분야를 제외한 모든 분야에서 점진적인 유럽 통합을 지향한다. 산하 조직으로는 회원국 외무장관으로 구성된 각료 위원회와 자문 위원회, 회원국 의원으로 구성된 의원 회의, 유럽 인권 위원회, 유럽 인권 재판소, 사무국 등의 기구를 두고 있다. 사무국은 프랑스 스트라스부르에 있다.

## 산하 조직
- 서기장실
- 각료위원회
- 의회
- 총회
- 인권재판소
- 인권판무관
- 사법효율 판무관
- 반인종주의 반불관용 판무관

## 회원국

유럽 평의회 회원국

유럽 평의회는 1949년 5월 5일 네덜란드, 노르웨이, 덴마크, 룩셈부르크, 벨기에, 스웨덴, 아일랜드, 영국, 이탈리아, 프랑스 10개국이 《유럽 평의회 헌장》에 서명하면서 발족했다. 2022년 기준으로 유럽 평의회는 46개 회원국이 가입되어 있다.
| 나라                  | 가입일           | 비고 |
| --------------------- | ---------------- | --- |
| 영국                  | 1949년 5월 5일   | 창립 회원국 |
| 프랑스                | 1949년 5월 5일   | 창립 회원국 |
| 이탈리아              | 1949년 5월 5일   | 창립 회원국 |
| 네덜란드              | 1949년 5월 5일   | 창립 회원국 |
| 벨기에                | 1949년 5월 5일   | 창립 회원국 |
| 룩셈부르크            | 1949년 5월 5일   | 창립 회원국 |
| 덴마크                | 1949년 5월 5일   | 창립 회원국 |
| 노르웨이              | 1949년 5월 5일   | 창립 회원국 |
| 스웨덴                | 1949년 5월 5일   | 창립 회원국 |
| 아일랜드              | 1949년 5월 5일   | 창립 회원국 |
| 그리스                | 1949년 8월 9일   | 그리스는 1967년에 군사 정권이 수립되면서 유럽 평의회에서 탈퇴했다. 그러나 1974년에 군사 정권이 종식되면서 유럽 평의회에 복귀했다. |
| 튀르키예              | 1949년 8월 9일   | |
| 아이슬란드            | 1950년 3월 7일   | |
| 독일                  | 1950년 7월 13일  | 서독과 자르 보호령은 1950년에 유럽 평의회의 준회원국 지위를 부여받았다. 서독은 1951년에 유럽 평의회의 정회원국이 되었다. 1955년에 자르 보호령이 주민투표를 통해 서독 편입을 결정함에 따라 1957년 1월 1일을 기해 자르 보호령의 준회원국 지위가 소멸되었다. 1990년 10월 3일에 동서독 통일로 인해 유럽 평의회 회원국으로 활동한 이력이 없었던 옛 동독이 서독에 편입되었다. |
| 오스트리아            | 1956년 4월 16일  | |
| 키프로스              | 1961년 5월 24일  | |
| 스위스                | 1963년 5월 6일   | |
| 몰타                  | 1965년 4월 29일  | |
| 포르투갈              | 1976년 9월 22일  | |
| 스페인                | 1977년 11월 24일 | |
| 리히텐슈타인          | 1978년 11월 23일 | |
| 산마리노              | 1988년 11월 16일 | |
| 핀란드                | 1989년 5월 5일   | |
| 헝가리                | 1990년 11월 6일  | |
| 폴란드                | 1991년 11월 26일 | |
| 불가리아              | 1992년 5월 7일   | |
| 에스토니아            | 1993년 5월 14일  | |
| 리투아니아            | 1993년 5월 14일  | |
| 슬로베니아            | 1993년 5월 14일  | |
| 체코                  | 1993년 6월 30일  | 체코와 슬로바키아는 1991년 1월 21일에 가입하여 1992년 12월 31일에 해체될 때까지 유럽 평의회 회원국으로 남아 있던 체코슬로바키아의 일부였다. |
| 슬로바키아            | 1993년 6월 30일  | 체코와 슬로바키아는 1991년 1월 21일에 가입하여 1992년 12월 31일에 해체될 때까지 유럽 평의회 회원국으로 남아 있던 체코슬로바키아의 일부였다. |
| 루마니아              | 1993년 10월 7일  | |
| 안도라                | 1994년 11월 10일 | |
| 라트비아              | 1995년 2월 10일  | |
| 알바니아              | 1995년 7월 13일  | |
| 몰도바                | 1995년 7월 13일  | |
| 북마케도니아          | 1995년 11월 9일  | 가입 당시에는 마케도니아 국호 분쟁을 고려하여 구유고슬라비아 마케도니아 공화국이라는 이름으로 가입했으며 2019년 2월 12일을 기해 국명을 북마케도니아로 변경했다. |
| 우크라이나            | 1995년 11월 9일  | |
| 크로아티아            | 1996년 11월 6일  | |
| 조지아                | 1999년 4월 27일  | |
| 아르메니아            | 2001년 1월 25일  | |
| 아제르바이잔          | 2001년 1월 25일  | |
| 보스니아 헤르체고비나 | 2002년 4월 24일  | |
| 세르비아              | 2003년 4월 3일   | 가입 당시에는 세르비아 몬테네그로라는 이름으로 가입했다. 유럽 평의회 각료위원회는 2006년 6월 14일을 기해 세르비아가 옛 세르비아 몬테네그로의 자리를 승계받는다고 결정했다. |
| 모나코                | 2004년 10월 5일  | |
| 몬테네그로            | 2007년 5월 11일  | |

### 이전 회원국
| 나라                | 가입일          | 탈퇴일           | 비고 |
| ------------------- | --------------- | ---------------- | --- |
| 자르 보호령         | 1950년 8월 13일 | 1957년 1월 1일   | 자르 보호령은 1957년 1월 1일을 기해 서독에 편입됨에 따라 소멸되었다. |
| 체코슬로바키아      | 1991년 1월 21일 | 1992년 12월 31일 | 체코슬로바키아는 1992년 12월 31일을 기해 해체되었다. 이에 따라 체코와 슬로바키아는 1993년 6월 30일에 독립 국가로 재가입했다. |
| 세르비아 몬테네그로 | 2003년 4월 3일  | 2006년 6월 5일   | 세르비아 몬테네그로는 2006년 6월에 몬테네그로가 독립하면서 해체되었다. 이에 따라 세르비아는 2006년 6월 14일을 기해 세르비아 몬테네그로의 자리를 승계받았고 몬테네그로는 2007년 5월 11일에 가입했다. |
| 러시아              | 1996년 2월 28일 | 2022년 3월 16일  | 러시아는 2000년부터 2001년까지 제2차 체첸 전쟁의 여파로 인하여 유럽 평의회 의회에서 제1차 자격 정지 처분을 받았다. 2014년 4월 10일에는 크림 위기, 돈바스 전쟁으로 인하여 유럽 평의회 의회에서 제2차 자격 정지 처분을 받았다가 2019년 6월 24일에 복권되었다. 유럽 평의회는 2022년 2월 25일에 러시아의 우크라이나 침공을 계기로 러시아에 대해 각료위원회와 의회에서 대표권 활동 자격을 정지시켰다. 이에 러시아는 2022년 3월 10일에 유럽 평의회에서의 활동을 중단한다고 밝혔고 2022년 3월 15일을 기해 유럽 평의회에서 탈퇴한다고 밝혔다. 유럽 평의회 각료위원회는 2022년 3월 16일에 러시아를 유럽 평의회에서 제명한다고 결정했다. |

### 가입 신청
벨라루스는 1993년 3월 12일에 유럽 평의회 정회원국 가입을 신청했지만 비민주적인 선거 방식과 인권 문제 등으로 인해 가입하지 못하고 있다. 벨라루스는 1992년부터 1997년 1월까지 유럽 평의회 의원 회의의 특별 참가국 자격을 부여받았지만 유럽 평의회는 1996년 11월에 실시된 개헌 국민투표와 의회 선거가 비민주적이라고 판단했다. 또한 알렉산드르 루카셴코 정부에서 민주적인 자유와 표현의 자유가 제한되고 있다고 판단한 유럽 평의회는 벨라루스의 의원 회의 특별 참가국 자격을 정지시켰다.
카자흐스탄은 1999년에 유럽 평의회 의원 회의의 특별 참가국 자격을 부여받았다. 유럽 평의회는 카자흐스탄 영토의 4%가 우랄강 서쪽에 있기 때문에 카자흐스탄이 유럽 평의회 정회원국으로 가입할 자격이 있음을 시사했다. 그렇지만 카자흐스탄은 민주주의와 인권에 대한 정세가 개선되지 못하고 있기 때문에 가입하지 못하고 있다. 카자흐스탄은 2004년 4월에 유럽 평의회 의원 회의와의 협력 합의 문서에 서명했다. 2010년 3월 15일부터 3월 16일까지 카자흐스탄을 공식 방문했던 유럽 평의회 의원 회의 의장은 유럽 평의회와 카자흐스탄이 양측 간의 협력 관계를 강화하겠다는 의사를 전달했다.

### 옵서버
캐나다, 인도, 일본, 미국, 멕시코, 바티칸 시국은 유럽 평의회에서 옵서버 지위를 갖고 있으며 이들 국가는 각료 위원회 등 모든 정부 간 위원회에 참여하고 있다.
캐나다, 멕시코, 이스라엘은 유럽 평의회 의원 회의에서 옵서버 지위를 갖고 있으며 이들 국가의 의원들은 의원 회의의 본회의와 위원회에 참여하고 있다. 팔레스타인 입법회 소속 의원들은 중동에 관한 의원 회의에서 진행되는 논의 과정에 참여하는 것이 허용되고 있으며 북키프로스의 튀르키예계 키프로스인 의원들은 "튀르키예계 키프로스인 공동체" 명의로 키프로스에 관한 논의에 참여하는 것이 허용되고 있다.

## 같이 보기
- 유럽 연합
- 유럽 언어 공통 기준
- 유럽 안보 협력 기구
- 베니스 위원회